# علي الحسيني الميلاني

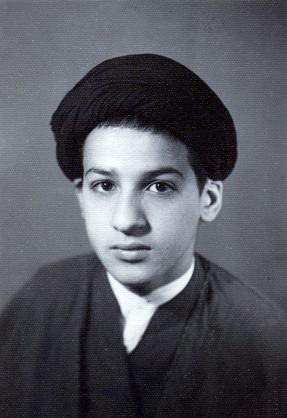
علي الميلاني في الطفولة

آية الله علي أصغر بن نور الدين بن محمد هادي الحسيني الميلاني. (رمضان 1367 هـ النجف - الآن) هو رجل دين شيعي إيراني، وهو مؤسس «مركز الحقائق الإسلامية» في قم، كما أن له العديد من المؤلفات في الجانب العقائدي و كتب في الفقه

## ولادته ونشأته
ولد في مدينة النجف بجنوب العراق في شهر رمضان سنة 1367 هـ. ينتسب لعائلة ”الميلاني“، فوالده هو نور الدين الميلاني الذي كان إمام العتبة الحسينية، ومن كبار رجال الدين بكربلاء، وقد توفي في الري سنة 1425 هـ ودفن بمدينة قم. وجده هو محمد هادي الميلاني الذي كان من كبار مراجع الشيعة في العراق، وإيران. وجده من ناحية الأم هو حسين الرضوي التبريزي النجفي الذي كان من رجال الدين في مدينة النجف، وهو نجل المرجع علي الرضوي التبريزي الملقّب بالداماد. وأما والدة أمه فهي بنت حسن الشربياني نجل المرجع الفاضل الشربياني، ووالدة أبيه فهي بنت المرجع عبد الله نجل المرجع محمد حسن المامقاني.
انتقلت عائلته إلى مدينة كربلاء فنشأ فيها، ثم دخل للدراسة في حوزتها، فأكمل فيها دراسته في المقدمات والسطوح، فكان أستاذه في المقدمات الشيخ محمد نجل مرتضى آل صاحب الرياض الطباطبائي، وقرأ السطوح على يعض تلامذة جده المرجع محمد هادي الميلاني، كمحمد الشاهرودي، ومحمد حسين المازندراني، وعبد الحسن البيضاني، ومحسن الجلالي الكشميري.

## هجرته إلى إيران
بعدما أكمل دراسة السطوح هاجر إلى مدينة النجف لإكمال دروسه في الفقه والأصول فلم يحضر إلا قليلاً حتى اضطر إلى مغادرة العراق كسائر رجال الدين الإيرانيين إبان حكم حزب البعث العربي الاشتراكي سنة 1390 هـ. فتوجه إلى إيران بأمر من جده المرجع محمد هادي الميلاني، فحضر أبحاثه في مشهد، وكان مرافقاً له حتى توفي في شهر رجب عام 1394 هـ. فنزل بعدها في مدينة قم، فحضر دروس كل من: آية الله العظمى المرجع محمد رضا الموسوي الكلبايكاني [الفارسية] في الفقه، والمرجع حسين وحيد الخراساني في الفقه والأصول، والمرجع محمد الحسيني الروحاني في الأصول، والمرجع محمد كاظم التبريزي في الفقه، والمرجع مرتضى الحائري في الفقه.
وقد لازم المرجعين الكلبايكاني والخراساني، وكتب دروسهما في الفقه والأصول، وقد طبع في حياة المرجع الكلبايكاني عدّة مجلّدات من تقرير بحوثه بأمرٍ منه، كما انتشر له كتاب «تحقيق الاُصول» على ضوء أبحاث المرجع الخراساني.

## مركز الحقائق الإسلامية
أسس في مدينة قم «مركز الحقائق الإسلامية» وتتركز نشاطات هذا المركز في: طباعة مؤلفات الميلاني ونشرها، كما باشر المركز بترجمة مؤلفاته ونشرها باللغات الأخرى. كما يقوم المركز بإعداد المبلغين، فقد بادر قسم التبليغ في المركز لانتخاب عدد من طلابه الذين قضوا مدة من الزمن في الدرس والتحصيل، وبعد إعداد برنامج خاص طبق جدول زمني يقوم المركز بالتنسيق معه لعقد جلسات دورية خاصة تعنى بشؤون تبليغ المذهب الشيعي في أقصى نقاط العالم.
ومن جملة الأنشطة التي اهتم بها المركز هو عقد ندوات مع مختلف الطبقات من الأساتذة والطلاب الجامعيين، ومن طلبة العلوم الدينية داخل إيران وخارجها، متعرّضاً في هذه الندوات لمختلف المباحث العلمية والعقائدية نزولاً عند رغبتهم في تحديد موضوع البحث. وتم إنشاء مكتبة صوتية ومرئية في المركز لتسجيل ونشر دروسه بعد تنظيمها فنياً وإخراجها إخراجاً مناسباً وإرسالها إلى أماكن عديدة.

## مؤلفاته
| - نفحات الأزهار في خلاصة عبقات الأنوار. تعريب وتلخيص وتهذيب لكتاب عبقات الأنوار في إمامة الأئمة الأطهار لمؤلِّفه حامد حسين الهندي، مع إضافات وحواشي كثيرة، بالإضافة إلى دراسة حول الكتاب ومؤلِّفه وأسرته جعلها في المجلَّد الأول من كتابه. - تشييد المراجعات وتفنيد المكابرات. تناول المؤلف فيه بحوث كتاب ”المراجعات“ لعبد الحسين شرف الدين مع الشرح والتوضيح، وبيان الأدلّة التي ذكرها شرف الدين، مع ذكر الإشكالات التي أوردها المخالفون على بحوث الكتاب وبيان ردوده عليها. ويقع الكتاب في خمسة أجزاء. - شرح منهاج الكرامة في معرفة الإمامة. هو شرح على كتاب ”منهاج الكرامة“ لأبي منصور الحسن يوسف المشهور بالعلَّامة الحلي، والرد على كتاب ”منهاج السنة“ لابن تيمية. - من هم قتلة الحسين ؟ شيعة الكوفة؟ - الرسائل العشر في الأحاديث الموضوعة في كتب السنة. - التحقيق في نفي التحريف عن القرآن الشريف. | - دراسات في منهاج السنة لمعرفة ابن تيمية. - استخراج المرام من استقصاء الإفحام. بحوث هذا الكتاب مستخلصة من كتاب استقصاء الإفحام لمؤلفه حامد حسين الهندي، وقد لخَّصه المؤلف بثلاثة أجزاء بعد ترجمته إلى اللغة العربيَّة مع إضافات وحاشيَّة. - محاضرات في الاعتقادات. - القضاء والشهادات. يقع الكتاب في ثلاث مجلدات، وهو تقرير بحث القضاء والشهادات لدروس المرجع محمد رضا الموسوي الكلبايكاني [الفارسية]، وقد طُبع أول مرة سنة 1301 هـ. - كتاب البيع. هو تقرير لأبحاث المرجع محمد هادي الحسيني الميلاني في البيع. - تحقيق الأصول. يحتوي هذا الكتاب على بحوث في علم الأصول، وهي خلاصة لدروس المؤلف لبعض طلاب العلوم الدينية في الحوزة العلمية بمدينة قم. وقد تعرض فيها لطرح آراء أساتذته في مسائل البحث كالمرجعين محمد الحسيني الروحاني، والوحيد الخراساني. |

## وصلات خارجية
- الموقع الرسمي لعلي الحسيني الميلاني